# 南平“3·23”特大恶性杀人案
南平“3·23”特大恶性杀人案是2010年3月23日7时20分许在中华人民共和国福建省南平市發生的一宗殺人及傷人案，共造成八死五伤，受害者皆为小学生。兇手郑民生作案动机为工作矛盾与感情失败。当年4月，经过一审、二审，判处郑民生死刑，4月28日执行。

## 事件经过
凶案发生时正值学生上学时间。事发学校南平实验小学规定该校在早上7:30后方开放校门，因此当日早上7:20左右校门已聚集了数十名小学生等待进入学校。此时一名中年男子冲出人群并开始持刀袭击校门外的小学生。多名学生被刺中颈部、胸部以及腰部等要害部位。之后一名环卫工人及一名教师试图保护学生并与该男子对峙。最后该男子被该校教师，门卫以及附近路人合力制服。事件中三名小学生当场被杀，五名小学生送院后证实死亡。另有五名小学生被砍至重伤。

## 生平
郑民生（1968年4月30日-2010年4月28日），南平人，曾是一名社区诊所医生。2009年郑民生从曾任职的诊所辞职，之后一直处于失业状态。邻里称其性格内向并偏激。新华社曾称其为“疑似精神病患者”，然而在本案审理过程期间没有记录显示郑民生被进行过精神鉴定。2010年4月8日，南平市中級人民法院以「故意殺人罪」判處被告人鄭民生死刑及剝奪政治權利終身。郑民生在法庭上反复说，他被一名女子拒绝并受到该女子家人不公平的对待，使他觉得自己一钱不值。2010年4月28日，郑民生被执行枪决。

## 后续影响
在凶案发生后约一个月内，中国多地持续发生同类严重校园伤害事件，其中包括广西合浦，广东雷州，江苏泰兴等。有媒体认为这些案件都带有对南平校园惨案的模仿痕跡。

## 遇难者
截止目前，共死亡8人。死亡人员均为南平实验小学学生。
- 柯翠婷 女 一年（5）班
- 陈楚柠 女 一年（5）班
- 欧阳宇豪 男 一年（4）班
- 黄舒婕 女 一年（4）班
- 彭飞 男 二年（7）班
- 陈佳慧 女 三年（2）班
- 周雨笑 男 四年（4）班
- 侯传杰 男 四年（7）班